# Urique
Urique é uma cidade do estado de Chihuahua, no México.